# هرمز (قائد فارسي)
هرمز (البهلوية: Hormoz/Hormuz) من أوائل قادة الساسانيين الذين واجهوا جيش المسلمين في بدايات فتح العراق سنة 12هـ/633م. وقد خلّدته روايات الفتوح بصفته قائد الجيش الفارسي في معركة ذات السلاسل التي افتتح بها خالد بن الوليد حملته في العراق، حيث انتهت المواجهة بمقتله في مبارزة شهيرة. يهدف هذا البحث إلى تقديم عرضٍ تحليلي موثّق لحياة هرمز ووظيفته، والمسار السياسي والعسكري الذي أفضى إلى المعركة، ومجرياتها ونتائجها، مع قراءة نقدية لمرويات «السلاسل» وأعداد الجيوش، والتمييز بين هرمز وهرمزدان اللذين اختلط ذكرهما أحيانًا في بعض المؤلفات المتأخرة.

## الإطار السياسي والعسكري قبيل الفتح
مرّت الدولة الساسانية في العقد الثالث من القرن السابع الميلادي بأزمةٍ مركّبة: تنازعٍ على العرش عقب مقتل كسرى الثاني (شيرويه/قباد الثاني) وتعاقبٍ سريعٍ للحكّام إلى أن استقرّ الأمر ليزدجرد الثالث سنة 632م، مع ضعفٍ إداريّ في الأطراف (العراق وخوزستان والبحرين) وعبءٍ ماليّ بعد حروب بيزنطة الطويلة. هذه الفوضى البنيوية أضعفت استجابة الدولة الساسانية للغزو العربي الناشئ من الجزيرة وشرقها (اليمامة)، حيث توجّهت قيادةُ الفتح (خالد بن الوليد) شمالاً بعد حروب الردة، مستهدفًا تخوم العراق السفلى الواقعة بين الأبلة وكاظمة على ساحل الخليج.

## هرمز: المنصب والحيّز الجغرافي
تُسمّيه مصادر الفتوح «هَرْمُز» أو «هُرْمُز» دون كنيةٍ واضحة. وتختلف في تحديد ولايته: فبعضها يجعله مرزبان كاظمة (قرب الكويت اليوم) وقائد القطاع الساحلي، وبعضها يجعله عامل الأبلة (ميناء البصرة القديم) أو صاحب شرطتها/ثغورها. وعلى أيٍّ، فثابتٌ أنه كان صاحبَ القيادة الميدانية الأولى التي واجهت جيش خالد على الساحل الجنوبي من العراق الساساني، وأنه حشد حاميةً مختارة مدعومةً بفرسانٍ ودَعْمٍ محلّي من القبائل المتحالفة مع الفرس في السهل الرسوبي.

### في التمييز بين هرمز وهرمزدان
يجب التفريق بين هرمز (المقتول في ذات السلاسل سنة 633م) وهرمزدان (Hormozān) الذي كان من كبار قادة خوزستان، وانهزم لاحقًا في الأهواز وأُسِر ثم أُطلق ثم قُتِل في المدينة المنورة بعد حادثة مقتل عمر بن الخطاب. يخلط بعض المتأخرين بين الشخصيتين، بينما تُحافظ مصادر الفتوح المبكرة على التمييز بينهما.

## الطريق إلى المعركة
بعد أن أتمّ خالد بن الوليد حشد قواته في اليمامة (إقليم)، انطلق نحو «العراق الأسفل» عبر طرقٍ برّية صحراوية تجنّبًا للتماس المباشر مع حامياتٍ فارسية متماسكة حول الحيرة والأنبار. اختار خالد الضربة الافتتاحية على الساحل (كاظمة/قرب الكويت الحالية)؛ لأن السيطرة عليه تُشظّي خطوط تموين الفرس بين الأبلة وشرق الجزيرة ويُربك دفاعاتهم في دجلة السفلى. وردّ هرمز بتعبئة قوته في موقعٍ منبسط قريب من الساحل، ورُويت تسميته بـ«ذات السلاسل» لأن بعض الفرق الفارسية شُدّت بالسلاسل لمنع الفرار، أو لأن سلاسل ثقيلة وُضعت أمام الصفوف لصدّ الصدمة الأولى للخيالة العربية—وهذه النقطة موضع نقاشٍ نقدي.

## مجريات معركة ذات السلاسل (12هـ/633م)

### القوى والانتشار
- الجيش الساساني: حاميةٌ مختارة تحت إمرة هرمز، تضم مشاة مدرّعين وفرسانًا، وربما دعمًا من عرب العراق الموالين للفرس (تنوخ/إياد) على بعض الروايات.[3]
- الجيش الإسلامي: كتائب خفيفة الحركة بقيادة خالد بن الوليد، تعوّل على المناورة والصدم، وتستند إلى شبكة استخباراتٍ قبلية ومعرفة بالممرات المائية والسبخات الساحلية.[11]

### خطة القتال
سعى هرمز إلى تثبيت العرب في أرضٍ محدودة الحركة عند الساحل لاستغلال تفوقه في الدروع والكثافة، بينما اعتمد خالد تكتيك الصدمة المناورية: اشتباك أمامي قصير يعقبه اختراق بالأجنحة، مع محاولة ضرب القيادة الخصمية مبكرًا عبر مبارزة القائدين.

### المبارزة ومقتل هرمز
اتفقت الروايات الإسلامية المبكرة (البلاذري والطبري) على وقوع مبارزةٍ بين خالد وهرمز في فاتحة القتال، وأنّ خالدًا قَتَلَ هرمز بعد اشتباكٍ خاطف تخلّله—بحسب بعض الأخبار—تدخّلٌ من فرسان هرمز لنجدة قائدهم، فأعمل المسلمون فيهم السلاح، فاختلّ نظام الفرس وتراجعت معنوياتهم، ثم انقلبت الكفّة بانسحابٍ متسلسل انتهى بهزيمةٍ عامة. ويُشير دونر وكينيدي إلى أن مركزية «مقتل القائد» عنصرٌ تفسيريٌّ مهمّ في سرد الفتوح المبكّرة، إذ يبرّر سرعة الانهيار في معارك التماس الأولى.

### مسألة «السلاسل»
تُعدّ «السلاسل» سمةً سرديةً بارزة؛ فبعض الأخبار تفيد بأن الفرس قُيِّدَ بعضُهم ببعض لمنع الفرار، أو شُدّت الدروع/الصفوف بسلاسل أرضية. ويذهب بعض الباحثين المحدثين إلى أن الصورة قد تحمل مبالغةً أدبية أو رمزًا لصلابة الصفّ، إذ لا يُعقل عسكريًا تقييد قواتٍ مناورة في سهلٍ مفتوح أمام خصمٍ خفيف الحركة؛ غير أن وجود عوائق معدنية/سلاسل في مقدّمة الصف لحماية المشاة الثقيلة ليس أمرًا مستبعدًا تمامًا.

## النتائج المباشرة والاستراتيجية
1. مقتل هرمز وانكسار القوة الساسانية الساحلية الأولى فتحا الطريق نحو الأبلة والحامية النهرية في دجلة السفلى.
2. أثرٌ معنوي كبير: منحت المعركةُ زخمًا سياسيًا وعسكريًا لحملة خالد، وأظهرت هشاشةَ سيطرة الساسانيين على الساحل مقارنةً بمراكز الثقل في المدائن وخوزستان.[11][10]
3. انطلاق سلسلة عمليات: أعقبت ذات السلاسل معارك وجسور (المذار، الولجة، أُليس/نهر الدم…) حتى استكمال السيطرة على مثلث الحيرة–الأنبار–الأبلة، قبل أن تتبدّل القيادة لاحقًا وتستمر الفتوح في عهد عمر بن الخطاب.[10]

## نقد الروايات وأعداد الجيوش
- التواريخ والأماكن: تربط أغلب المصادر المعركة بسنة 12هـ (633م) وموقع كاظمة قرب ساحل الخليج (جنوب العراق/شمال الكويت). وقد زحزحت بعض الروايات الموضع نحو الأبلة بسبب الارتباط الإداري بين المنطقتين.[3]
- أعداد الجيوش: تميل المصادر الكلاسيكية إلى تضخيم أعداد الفرس وتقليل خسائر المسلمين؛ لذلك يوصي الباحثون المحدثون بالتعامل الحذر مع الأرقام.[11][10]
- المبارزة القاطعة: يراها بعض المحدثين عنصرًا بلاغيًا يعكس ثقافة الفروسية العربية وطرائق التأريخ الأخلاقي للفتوح، وإن لم ينفِ هذا إمكان وقوع مبارزةٍ فعلية.[11]

## موضع هرمز في تاريخ الفتوح
يمثّل هرمز رمزَ الصدمة الأولى للدولة الساسانية في جبهة العراق: قائدٌ محليّ يتحمّل عبء التصدي لخصمٍ جديد بأسلوب قتالٍ غير مألوف. وبصرف النظر عن المبالغات الأدبية، فإن مقتله في مستهلّ الحملة غيّر ميزان القوى النفسي في الجنوب العراقي، ومهّد لانتقال القتال إلى داخل شبكة الأنهار والمدن.
تُظهر دراسة هرمز ومعركة ذات السلاسل أن الفتح الإسلامي للعراق بدأ بضربةٍ ساحلية دقيقة استغلّت هشاشة الأطراف الساسانية. وتؤكّد القراءة النقدية للمصادر أنّ عناصر مثل «السلاسل» وأعداد الجيوش ينبغي فهمها في سياق السرد الحماسي لمؤرّخي القرون الهجرية الأولى، مع الاستئناس بأعمالٍ حديثة تُعيد بناء الحدث بمنهجٍ مقارنٍ وتحفظ عناصره الأساسية: موقعٌ ساحليّ قرب كاظمة، قيادةٌ ساسانية محلية باسم هرمز، مبارزةٌ انتهت بمقتله، ثم انهيارٌ تكتيكيّ أفضى إلى فتحٍ متسلسل في جنوب العراق.